# Episodi di Blanca (prima stagione)
La prima stagione della serie televisiva Blanca, composta da 6 episodi, è stata trasmessa in prima visione e in prima serata su Rai 1 dal 22 novembre al 21 dicembre 2021.
| nº | Titolo           | Prima TV         |
| -- | ---------------- | ---------------- |
| 1  | Senza occhi      | 22 novembre 2021 |
| 2  | Fantasmi         | 29 novembre 2021 |
| 3  | Io ballo da sola | 6 dicembre 2021  |
| 4  | Blu profondo     | 13 dicembre 2021 |
| 5  | Macchie          | 20 dicembre 2021 |
| 6  | Tornando a casa  | 21 dicembre 2021 |

## Senza occhi
- Diretto da: Jan Maria Michelini
- Soggetto di: Mario Ruggeri
- Scritto da: Mario Ruggeri e Francesco Arlanch

### Trama
Blanca Ferrando è una giovane consulente di polizia, specializzata nel décodage dei file audio, che viene assunta come stagista per sei mesi a Genova nel commissariato di San Teodoro. La ragazza è cieca e viene aiutata a inserirsi dall’ispettore Michele Liguori. 
Una sera al porto viene uccisa una donna, Margherita Canepa, il cui corpo, privato degli occhi, viene ritrovato nella zona del nuovo ponte San Giorgio; Blanca l'aveva incontrata il giorno prima in commissariato dove si era recata per sporgere denuncia, salvo poi fuggire senza dare ulteriori spiegazioni. Poco prima di essere uccisa aveva anche chiesto aiuto chiamando la polizia, ma l'assassino l'aveva raggiunta e uccisa a coltellate. 
Attraverso il suo cane Linneo, una femmina di bulldog americano, perlustrando il posto di lavoro della donna allo scarico merci del porto, Blanca intuisce che è stata uccisa in un container all'interno del quale Michele infatti rinviene del sangue. Tuttavia, la ragazza rischia di essere investita, prima dalla gru di carico del porto e poi da un'auto, venendo rimproverata duramente dal commissario Mauro Bacigalupo per la sua intromissione nel caso.
Viene interrogato Ruggero Marcenaro, il quale ammette di aver assunto Margherita a tempo indeterminato perché era infatuato di lei, ma la donna non aveva corrisposto l'interesse. La moglie di Marcenaro racconta che il marito di Margherita, Gianni Ottonello, aveva scoperto che era incinta di un altro uomo facendo una scenata al porto e perciò viene arrestato. La piccola Lucia, figlia di Margherita e Gianni, si ritrova improvvisamente sola e si affeziona a Blanca, che la ospita a casa sua a Camogli.
Michele e Blanca indagano sull’equipaggio di una nave attraccata al porto. L'ispettore e l’agente Nello Carità piazzano delle cimici a bordo e una sera decidono di salire senza autorizzazione, ma Michele viene ferito da un membro dell'equipaggio che lo scambia per un ladro. Il commissario Bacigalupo, come prevedibile, si infuria e li demansiona. 
Blanca a bordo ha però incontrato Andrea Marcenaro, figlio di Ruggero, nella cui cabina ha sentito lo stesso profumo che aveva Margherita. D'accordo con Michele, decide di accettare il suo invito a bere qualcosa in un bar; qui Andrea le racconta che era entrato in sintonia con Margherita, la quale però non voleva tradire il marito, del quale era rimasta incinta, e che, a suo dire, l'avrebbe uccisa per gelosia. Blanca pensa che lui non c'entri niente e torna a casa tranquilla, ma Andrea entra di nascosto prima di lei e cerca di ucciderla con un coltello; la poliziotta tenta di difendersi spegnendo la luce e quando Andrea sembra averla raggiunta Michele fa irruzione nell'appartamento bloccandolo. 
In commissariato il ragazzo confessa di aver ucciso quattro donne al centro di casi irrisolti sui quali Michele, alla ricerca di un serial killer, stava indagando da tempo; tuttavia nega di aver ucciso Margherita. Nonostante Michele non gli creda, Blanca continua a pensare che Andrea non abbia ucciso Margherita, ritenendo che gli occhi strappati siano un depistaggio per allontanare i sospetti da lui, per proteggerlo.
La madre di Andrea viene arrestata: confessa, infatti, di aver ammazzato Margherita perché, entrando nella cabina del figlio per fargli firmare dei documenti, aveva trovato tutti gli articoli di giornale che parlavano delle donne morte, intuendo che il serial killer fosse Andrea e per questo voleva denunciarlo alla polizia; inizialmente l'aveva convinta a non farlo, proponendole di assumere al porto anche suo marito (le condizioni economiche della loro famiglia, che possedeva una libreria dichiarata inagibile in seguito al crollo del ponte Morandi, erano peggiorate), ma all'ultimo Margherita ci aveva ripensato, così la inseguì e la uccise. La donna spiega che suo marito non ha mai capito il figlio e l’ha sempre umiliato per farlo diventare come lui, per questo Andrea soffre di improvvisi attacchi di rabbia sin da bambino. Gli occhi di Margherita erano stati strappati per depistare le indagini dal capitano della nave, Furio Damiani, che aveva assunto Andrea su richiesta di sua madre dato che lei, sapendo cosa aveva fatto, voleva tenerlo lontano da Genova.
- Altri interpreti: Antonio Ornano (Gianni Ottonello), Alessandro Piavani (Andrea Marcenaro), Fiorenza Pieri (Marinella Fabbri), Rocco Gottlieb (Gabriele), Fabio Fiori (Furio Damiani), Federico Tocci (Ruggero Marcenaro), Sandra Franzo (signora Marcenaro), Margareth Madè (Margherita Canepa), Isabella Mottinelli (Beatrice Ferrando), Roberta Volponi (Blanca a 12 anni).
- Ascolti: telespettatori 5 672 000 – share 26,00%[4].

## Fantasmi
- Diretto da: Jan Maria Michelini
- Soggetto di: Lea Tafuri e Francesco Arlanch
- Scritto da: Francesco Arlanch

### Trama
Tre ragazzi — Camillo, Arianna e Bartolomeo — si ritrovano all’interno di un antico palazzo nobiliare, ubicato in via Piemonte, 63. Poco dopo il corpo di Camillo viene ritrovato nell'atrio dell'uscita d'emergenza del palazzo. Il caso riguarda in particolar modo l’ispettore Liguori, dato che lì ci vive lo zio Edoardo e quell’edificio gli rievoca solo brutti ricordi: quand’era solo un bambino, infatti, il padre si è suicidato ed è stato proprio lui a ritrovarne il corpo.
Nella vita di Blanca spunta improvvisamente una persona che ne mette a repentaglio la tranquillità e anche la credibilità: è Carmine Russo, il padre di Sebastiano, fidanzato di sua sorella Beatrice e incriminato per l’incendio in cui quest'ultima è deceduta e nel quale la detective ha perso la vista. Il ragazzo, che non si è mai perdonato quanto accaduto, si è tolto la vita e l'uomo accusa Blanca, addossandole tutte le colpe.
Dopo aver interrogato i due ragazzi, accusati anche di spaccio, è la volta dello zio di Michele, che li aveva aggrediti, sostenendo di aver visto dei fantasmi: la polizia stenta a credergli ed egli rimane il principale sospettato.
Nel frattempo Blanca, perseguitata da qualcosa che sembrava ormai appartenere al passato, cerca di far luce sul caso di Sebastiano, dopo che il commissario Bacigalupo l’ha estromessa da ogni indagine in seguito all'intervista fatta al padre del ragazzo e andata in onda in televisione.
A coadiuvare la polizia nelle indagini sulla morte del sedicenne Camillo viene chiamata la Narcotici, guidata dal vicequestore Achilli e da Stefania, vecchia conoscenza di Liguori. Il ragazzo aveva intenzione di uscire dal giro ed era pronto a fare i nomi degli spacciatori.
Blanca viene contattata da Arianna, la quale vuole parlare solo con lei, dandole appuntamento alle 19 sotto un cavalcavia. All'arrivo la sovrintendente non trova nessuno finché, con l’aiuto dell’ispettore, di Bacigalupo e dell’amica Stella, non scorge Arianna, priva di conoscenza a causa di un'overdose. La giovane viene immediatamente trasportata in ospedale, riuscendo fortunatamente a sopravvivere.
Poco dopo, Blanca trova un'occasione per invitare a cena Michele ma finisce per bruciare la cena; in suo aiuto arriva Nanni, al quale lei chiede anche un lavoro come garzone nel suo locale per il padre di Lucia, Gianni. Tuttavia, Liguori non si presenta all'appuntamento, preferendo recarsi invece da Stefania. Alberto Repetto, lo zio magistrato di Blanca, spiega alla nipote che Sebastiano è morto in un incidente in mare cadendo da un peschereccio sul quale aveva trovato lavoro dopo l'uscita dal carcere, che solo suo padre non si rassegna alla cosa e che le prove raccolte per determinare la colpevolezza del ragazzo sono schiaccianti.
Grazie a un'intuizione di Blanca, l'ispettore, con la complicità di Bartolomeo, si intrufola sotto copertura nel tentativo di scovare i colpevoli dell'omicidio di Camillo: sono i tre poliziotti della Narcotici che, dopo aver intascato i proventi dello spaccio di stupefacenti, uccidevano i ragazzi con overdose di eroina; per fare ciò si riunivano nel salone del palazzo dei conti Liguori, dove lo zio sosteneva di aver visto un occhio rosso che in realtà era solo la luce di una sigaretta accesa. I tre vengono colti in flagrante e arrestati, mentre lo zio viene scagionato da ogni accusa.
Mentre sta per rientrare in casa propria, Blanca viene fermata nuovamente da Carmine che, certo dell'innocenza del figlio, la minaccia di fargliela pagare. Nel frattempo, qualcuno si introduce nell'appartamento di Blanca e piazza delle telecamere in vari punti dell'abitazione.
- Altri interpreti: Sandra Ceccarelli (Livia Timperi, madre di Michele), Antonio Salines (Edoardo Alboino dei conti Liguori, zio di Michele), Fiorenza Pieri (Marinella Fabbri), Claudia Stecher (Arianna Gandini), Giovannino Esposito (Michele da bambino), Rocco Gottlieb (Gabriele), Davide Calgaro (Bartolomeo Valli), Riccardo Vianello (padre di Arianna), Edoardo Ribatto (vicequestore Achilli), Giulia Vecchio (Stefania), Fabio Ghidoni (padre di Michele), Filippo Dini (Carmine Russo), Isabella Mottinelli (Beatrice Ferrando), Roberta Volponi (Blanca a 12 anni), Giovanni Antonacci (Camillo Tesei).
- Ascolti: telespettatori 5 377 000 – share 24,10%[5].

## Io ballo da sola
- Diretto da: Jan Maria Michelini
- Soggetto e sceneggiatura di: Francesco Arlanch

### Trama
Gabriele, il figlio di Marinella Fabbri, viene rapito all'uscita dal centro sportivo in cui si allena, così la giornalista si rivolge immediatamente alla polizia. Bacigalupo, però, è inizialmente restio nel volerle dare aiuto, dato che la donna ha scritto diversi articoli infamanti sulla polizia. Blanca, invece, spinge affinché il bambino venga ritrovato, e le ricerche si concentrano fin da subito sul ventenne di buona famiglia Vittorio Pittaluga, anch'egli scomparso e che è stato registrato da una telecamera vicino alla piscina, frequentata anche da lui, mentre trascina Gabriele nella sua auto.
Inizialmente vengono tratti in fermo Marzio e Clelia, genitori di Vittorio, con l'accusa di favoreggiamento. In realtà anche Vittorio è stato rapito e si trova rinchiuso in un capannone insieme al piccolo Gabriele, che Vittorio crede gli abbia rubato una telecamera sportiva e per questo lo aveva preso con sé; col tempo i due si confidano e instaurano una sorta di amicizia. Intanto Marinella pubblica un articolo dove scrive che le indagini procedono a rilento per paura dei Pittaluga, grossisti di pesce di grande influenza, senza sapere che anche Vittorio è stato rapito; Michele, col quale la giornalista ha una flebile relazione, la rimprovera per questo gesto imprudente che ha bruciato l'unico vantaggio che la polizia aveva sui rapitori, i quali non sapevano di essere indagati.
La polizia riesce a impossessarsi del cellulare di uno dei rapitori dopo uno scontro a fuoco, durante il quale Linneo rimane ferita, scoprendo che parlavano con uno dei genitori di Vittorio: si scopre che è Clelia, la quale si giustifica dicendo di aver inscenato il rapimento del figlio per poter ripagare il debito che aveva con i rapitori, in quanto Vittorio aveva chiesto al padre un prestito per delle barche di pesca sportiva che gli era stato negato; Vittorio ottenne comunque i soldi da altri, ma l'affare andò male e non sapeva come restituirli. Nel frattempo i rapitori tagliano un orecchio a Vittorio, offertosi a loro al posto di Gabriele, dato che suo padre non ha voluto pagare il riscatto da un milione di euro perché il ragazzo (che Clelia ha concepito con la fecondazione eterologa, siccome Marzio è sterile) non sapeva gestire il suo denaro, e per il quale non ha mai avuto stima.
Clelia inizia a collaborare con la polizia con l'obiettivo di rintracciare i rapitori; tuttavia questi sono venuti alle mani e Italo Dondi, il contatto della donna ed ex facchino al mercato del pesce, muore tragicamente. Da una diretta sui social che Vittorio fa con la sua telecamera sportiva (che effettivamente Gabriele gli aveva sottratto per realizzare video di qualità come suo padre, un reporter di guerra), l'agente Nello Carità riconosce nella zona industriale il luogo in cui si nasconde l'altro rapitore con i due ragazzi. La polizia circonda quindi il capannone e Blanca, dopo aver deciso di agire entrando nel capannone, tranquillizza l’uomo, che nella disperazione dichiara di aver partecipato al sequestro solamente perché sperava di regalare ai suoi genitori una vita più decente; Gabriele gli promette che diranno al giudice che ha ucciso Italo per salvare la vita a lui e a Vittorio, e Blanca lo rassicura dicendogli che non è solo. L'uomo quindi si arrende, la polizia lo arresta e libera gli ostaggi. Nel frattempo Linneo che è stata operata si riprende e viene coccolata da Blanca.
- Altri interpreti: Diego Ribon (Marzio Pittaluga), Sara Bertelà (Clelia Ferreri), Linda Messerklinger (Debora, segretaria di Pittaluga), Niccolò Ferrero (Vittorio Pittaluga), Gabriele Falsetta (rapitore), Pietro Micci (Italo Dondi), Rocco Gottlieb (Gabriele), Fiorenza Pieri (Marinella Fabbri), Giuseppe Loconsole (questore), Roberta Volponi (Blanca a 12 anni), Jacopo Fazzini (veterinario di Linneo).
- Ascolti: telespettatori 5 235 000 – share 24,20%[6].

## Blu profondo
- Diretto da: Giacomo Martelli
- Soggetto di: Luisa Cotta Ramosino
- Scritto da: Luisa Cotta Ramosino, Francesco Arlanch e Mario Ruggeri

### Trama
L'istruttore di sub Lorenzo Barisoni, che ha trascorso tre anni in carcere per spaccio di stupefacenti, viene ritrovato morto per dissanguamento dopo essere stato travolto da un'imbarcazione mentre stava facendo un'immersione in mare. Blanca l'aveva conosciuto poco prima durante una finta prova di immersione che le avevano chiesto di fare suo zio e il PM Sabelli, dato che c'era già un’indagine in corso su Barisoni e sulla famiglia della sua fidanzata, Fulvia Pastorino, per un traffico di cimeli di guerra. Secondo la poliziotta, la sua bombola sarebbe stata manomessa con il diossido e lui, stordito sul fondale, avrebbe cercato di liberarsi tagliandosi il polso ma, non riuscendo a risalire perché si trovava troppo in profondità, sarebbe poi morto dissanguato. 
Blanca trova dei reperti e parecchi panetti sospetti nel magazzino del diving center di Santa Margherita Ligure appartenenti probabilmente a Bernardo, fratello di Fulvia. La polizia ascolta la ragazza, gettando sospetti anche su Lorenzo, e interroga anche Carolina Muscat, una sua ex fidanzata con problemi di tossicodipendenza, dopo averla vista scappare dall'appartamento dell'uomo. Blanca ottiene l'aiuto di Fulvia, certa del cambiamento del fidanzato, che durante un'immersione trova un sommergibile affondato con al suo interno diversi cimeli nazisti e del tritolo. Viene coinvolta l'antiterrorismo, perché è chiaro che l'esplosivo serve per un attentato, e viene chiuso il diving di Claudio, padre di Fulvia e Bernardo, il quale in realtà era completamente all'oscuro dell'intera faccenda. Il ragazzo però fa in tempo a far sparire i cimeli e il tritolo dal magazzino e consegna tutto il carico a dei camorristi. 
Poco dopo Fulvia viene portata in ospedale in fin di vita dopo essere stata speronata ed essere finita con l'auto in una scarpata, perdendo il figlio che aspettava da Lorenzo. Carolina racconta di aver conosciuto Lorenzo quando lui faceva già uso di droghe, che iniziò a farsi e a rubare anche lei, e che dopo il suo arresto cercò di dimenticarlo; quando uscì dal carcere tornò da lui, oltretutto le servivano soldi e Lorenzo accettò di darglieli dietro la pretesa di ricominciare a vedersi; quando Fulvia scoprì il tradimento affrontò Carolina, che le chiese perdono.
Viene interrogato anche Bernardo, il quale dichiara di aver trafficato i cimeli e il tritolo solo per guadagnare denaro. Carolina ha rivelato alla polizia il posto in cui il ragazzo teneva nascosto il materiale, il fatto che pagava il silenzio di Lorenzo il quale lo ricattava e che ha fatto la spia ai camorristi quando la sorella ha provato a denunciarlo, i quali sarebbero i reali autori dell’incidente. Bernardo ripete di non aver toccato Lorenzo, ma dice che la sera prima della sua morte ha visto uscire dal suo magazzino una persona con un cappotto corto e verde. Il ragazzo viene interrogato anche dall'antimafia, che presto risalirà al clan e sequestrerà il tritolo.
La polizia, grazie a un fenomeno di metamerismo (l'insegna azzurra al neon del centro faceva sembrare il cappotto descritto da Bernardo verde anziché giallo), scopre che a uccidere Lorenzo non è stato il ragazzo, bensì la sua ex Carolina, che riceveva i soldi ottenuti dall’uomo ricattando Bernardo: la donna confessa di averlo fatto perché non riusciva ad accettare il fatto che Lorenzo, dopo aver scoperto che Fulvia era incinta, la volesse lasciare per tornare dalla fidanzata.
Blanca intanto si vede costretta a lasciare Linneo, proprio ora che si sta riprendendo, in un centro d’addestramento ma il cane scava un buco e riesce a scappare. Blanca riesce a trovarla nel bosco ma, dopo aver visto la padrona, l'animale scappa via. La ragazza è disperata e viene consolata da Michele, che si è appena lasciato con Marinella e si sta avvicinando sempre di più a lei. Sotto casa sua viene vista abbracciarsi con Michele da Nanni, il cuoco invaghitosi di lei, facendoglielo pesare il giorno dopo. In seguito, però, Michele rifiuta per l'ennesima volta un invito di Blanca, dicendole che una sua amica è di passaggio a Genova e si fermerà a dormire da lui.
Blanca riaccompagna a casa Lucia, alla quale si è affezionata e che ha ospitato per le troppe assenze del padre Gianni, contro il quale la poliziotta si scaglia e che in preda ai fumi dell'alcol toglie bruscamente a Lucia la chitarra che stava suonando. Blanca va al ristorante di Nanni per chiedergli scusa per averlo ferito e gli chiede un'altra occasione, dopodiché lui la bacia. Poco dopo, nei pressi del porticciolo di Camogli, le va incontro Linneo che è riuscita a ritrovare la strada di casa. Blanca torna tranquillamente a casa con Linneo, ignara del fatto che abbia delle telecamere nascoste che la osservano in ogni angolo della casa e che dall’altro lato, a spiarla, ci sia proprio Nanni. 
- Altri interpreti: Paolo Giovannucci (Claudio Pastorino), Vittorio Magazzù (Bernardo Pastorino), Fiorenza Pieri (Marinella Fabbri), Antonio Ornano (Gianni Ottonello), Alessia D'Anna (Fulvia Pastorino), Alice Arcuri (Carolina Muscat), Davide Paganini (Lorenzo Barisoni), Isabella Mottinelli (Beatrice Ferrando), Roberta Volponi (Blanca a 12 anni), Jacopo Fazzini (veterinario di Linneo), Antonio Carli (PM Sabelli), Diego Riace (camorrista), Elena Dragonetti (commissario della scientifica), Pietro Daniele Aldrovandi (addestratore di Linneo), Giacomo Valenti (portiere d'albergo).
- Ascolti: telespettatori 5 431 000 – share 24,90%[7].

## Macchie
- Diretto da: Giacomo Martelli
- Soggetto di: Lea Tafuri e Francesco Arlanch
- Scritto da: Francesco Arlanch

### Trama
Nanni continua a spiare Blanca e le somministra delle gocce nel caffè che la destabilizzano parecchio nelle ore a seguire.
Un ragazzo di nome Valerio va in commissariato per denunciare la scomparsa della fidanzata Caterina Boero, giovane ricercatrice di ingegneria chimica e assistente universitaria. Dopo aver trovato un post-it con un indirizzo nel cestino della stanza della ragazza, Blanca e Valerio si recano in una villa sfitta ritrovando Caterina morta sul pavimento, uccisa con un colpo alla testa. 
Si presenta in commissariato l'imprenditore Giorgio Piccardo, difeso da Livia Timperi, madre di Liguori, il quale racconta di aver conosciuto Caterina nella sua raffineria, la Picoil, dove la ragazza si recava per effettuare delle analisi riguardo al naufragio di una nave cargo – di cui il padre Annibale era il comandante – e di averle messo a disposizione quella villa legata a una società immobiliare riconducibile a lui. Michele ha dei flashback su quando da bambino sorprese per caso Piccardo e sua madre insieme, la quale gli aveva chiesto di non raccontare nulla al padre. Tuttavia, in un momento di assenza di quest'ultima, Michele disse la verità al padre.
La polizia viene informata sul fatto che Caterina aveva bisogno di soldi, dato che il padre ne aveva persi molti al gioco d'azzardo, e che per guadagnare si arrangiava come donna delle pulizie presso una cooperativa alla Cargo Genoa, la società che aveva accusato suo padre del naufragio della nave cargo; un giorno, però, in commissariato giunge una mail anonima contenente alcune immagini esplicite della ragazza, quindi inizialmente la posizione della vittima si complica, ma la polizia stessa crede si tratti di un ricatto.
Liguori – che da quando ha scoperto del tradimento della madre non ha mai avuto rapporti sereni con lei – si reca alla Picoil per scoprire qualcosa di più al fine di proseguire nelle indagini ma vi trova solo la donna, che in quel momento era impegnata in una riunione. Poco dopo, recatosi nel parcheggio insieme a Blanca, l'ispettore ha un'accesa discussione con Piccardo, appena giunto in macchina, che non tarda a degenerare in una rissa; per questo motivo viene successivamente interrogato e poi estromesso dal caso. Bacigalupo e Blanca scoprono dal ragioniere Emilio Fornari, contabile della Cargo Genoa, che la ragazza, della quale si era innamorato, gli mandava foto private e gli aveva proposto di passare una notte insieme in cambio del file sui carichi delle navi, ma che all’ora dell'appuntamento l’aveva trovata già morta.
La ragazza voleva dimostrare che la colpa del naufragio non era di suo padre, ma della cattiva manutenzione della nave, così andava a fare le pulizie presso l'archivio della Cargo Genoa dove trovò qualcosa di inaspettato: un pezzo di sportello dei quadri elettrici della stiva, uno dei reperti per l'inchiesta sul naufragio; il problema però non era la nave ma il carico, che nel naufragio si è disperso e ha macchiato il pezzo di pannello. Allora Blanca decide di agire in solitaria, andando a parlare direttamente con l'imprenditore nel corso di un allenamento di scherma, mettendolo anche al corrente che altri, oltre alla polizia, lo stanno intercettando per mezzo di un trojan installato sul suo cellulare. 
Lucia spunta di nascosto a casa di Blanca, la quale, puntualmente, se ne accorge: non è andata a lezione di chitarra, adducendo la scusa che la sua insegnante è partita e quindi sarebbe momentaneamente assente, tutto questo a pochi giorni dall'esame d'ammissione al conservatorio. La bambina, però, viene prontamente smentita quando Blanca riceve una chiamata dalla stessa insegnante: non solo non è partita, ma addirittura la mette a conoscenza che Lucia non si fa vedere da giorni al corso. Blanca decide quindi di recarsi a casa sua, dove scopre la verità: il padre Gianni le ha spaccato la chitarra in preda ai suoi attacchi di rabbia, quindi Lucia è costretta ad arrangiarsi in altri modi per evitare di rimetterci un'altra chitarra.
Nel frattempo, Blanca riceve un'altra telefonata: è Piccardo, che le chiede di incontrarsi in notturna alla raffineria. La ragazza vi si reca, scortata da Bacigalupo e Carità, anche se è seguita da un ignoto alle sue spalle e si accorge di essere in pericolo. Arrivata sana e salva in cima alla torre di controllo, la ragazza interroga Piccardo (il cui cellulare era stato messo sotto sorveglianza dai dirigenti della Picoil), il quale confessa di conoscere effettivamente Caterina poiché questa era solita recarvisi spesso per alcune ricerche ai fini della propria tesi di laurea, da usare anche come riscatto personale per suo padre e per quanto avvenuto tempo prima. La Picoil smaltisce i suoi rifiuti sulle navi della Cargo Genoa, che poi fa affondare, perciò i due hanno iniziato a collaborare; gli altri azionisti non la pensano come Piccardo, che vorrebbe inquinare di meno anche se ciò richiede costi più alti, ma non sono stati denunciati perché servivano più prove, così Caterina si era offerta al ragioniere. Da qui si evince come egli non abbia nulla a che fare con l'omicidio, dunque l'unico sospettato rimane il professor Balduzzi, il quale era nel libro paga riservato dell'azienda (che tramite corruzione ha ottenuto certificazioni ambientali agevolate), ma anche lui risulta estraneo alla vicenda. Così Blanca si reca in un’aula dell'Università degli Studi di Genova dov'è appena terminata una lezione tenuta da Valerio.
Blanca lo mette al corrente sull'evoluzione delle indagini riguardo alla sua fidanzata, informandolo dei sospetti su Balduzzi. Mentre lo sta interrogando, però, Valerio afferra il minerale posto sulla scrivania, con il fine ultimo di colpire Blanca così come ha fatto con Caterina; è al quel punto che entra in azione la polizia, che lo arresta. Valerio, che ha anche manipolato le indagini, dichiara di aver ucciso la fidanzata perché fino ad allora si è fatto sfruttare da Balduzzi, rivelatosi corrotto, e che Caterina lo voleva denunciare, il che avrebbe vanificato tutti i sacrifici da lui fatti facendogli perdere la cattedra e costringendolo a una mansione inferiore alle sue capacità.
Annibale riottiene il ruolo di capitano. Dopo il funerale di Caterina, Michele discute con sua madre accusandola di aver provocato il suicidio del padre, mentre Piccardo afferma di aver parlato coi suoi legali e di aver deciso che per il resto delle indagini si avvarrà della facoltà di non rispondere perché, pur avendo intenzione di fare pulizia, considera la Picoil una famiglia e che in questo caso la giustizia «potrebbe fare dei danni».
A casa della detective, oltre a Lucia – alla quale regala la sua chitarra, rimasta inutilizzata, per esercitarsi in vista dell'esame –, spunta Nanni, il quale le porta la cena ma non ha intenzione di trattenersi, usando la scusa di dover correre al ristorante in cui lavora per aggiornare il menù: in realtà egli ha in serbo qualcosa di più pericoloso per Blanca.
- Altri interpreti: Sandra Ceccarelli (Livia Timperi, madre di Michele), Jacopo Venturiero (Valerio), Mauro Serio (Annibale Boero), Miriam Cappa (Livia Timperi da giovane), Giovannino Esposito (Michele da bambino), Danilo Nigrelli (Giorgio Piccardo), Fabio Ghidoni (padre di Michele), Duccio Camerini (prof. Balduzzi), Marco Mario de Notaris (ragioniere Emilio Fornari), Emma Valenti (Caterina Boero), Fulvio Barigelli (ricercatore della Picoil), Martina Limonta (collega di Caterina), Antonio Ornano (Gianni Ottonello).
- Ascolti: telespettatori 5 512 000 – share 26,00%[8].

## Tornando a casa
- Diretto da: Giacomo Martelli
- Soggetto e sceneggiatura di: Mario Ruggeri

### Trama
È notte fonda: Carmine Russo, il padre del fidanzato della sorella di Blanca, tormenta per l'ennesima volta la poliziotta chiamandola senza però proferire parola, tutto ciò mentre lei sta dormendo insieme a Nanni.
Al mattino giunge in commissariato la notizia che Russo è stato ucciso durante la notte, proprio poco dopo la telefonata a Blanca. Le prime ipotesi riconducono al suicidio, tesi che sembra essere confermata inizialmente anche dall'ex moglie, la quale sostiene come negli ultimi anni il marito sia radicalmente cambiato per via del suicidio del figlio. Proprio Blanca chiede di esaminare i video del servizio di videosorveglianza posto di fronte all'ingresso della stanza dell’uomo, udendovi dei passi e intuendo così che non si è suicidato ma è stato ucciso. Decide quindi di andare sul luogo del delitto, ma ha un mancamento e cade dalla scalinata, subendo una commozione cerebrale per cui viene portata in ospedale per accertamenti. Anche per questo motivo la polizia non riesce a prenderla sul serio riguardo alla telefonata di Russo, poiché è stata cancellata sia dal suo telefono sia da quello della vittima e quindi mancherebbero delle prove certe.
Lucia ha l'audizione al conservatorio, alla quale proprio Blanca doveva iscriverla ma l'ha dimenticato, quindi chiede a Nanni di accompagnarla ma, appena giunti lì, Blanca accusa nuovamente un capogiro accompagnato da continui flashback in cui vede Beatrice. È proprio Lucia ad accompagnarla all'appartamento di Russo, seppur sotto sequestro, dove scoprono la presenza di numerose foto, ritagli di giornale e una mappa della spiaggia con indicazioni su tutti i possibili autori dell'omicidio di Beatrice.
Nanni e Blanca fanno così ritorno a casa e quest'ultima, ancora ignara di quello che sta per accaderle, inizia a parlare con il ragazzo dei propri sospetti sul caso ancora in fase di risoluzione. Quando lei dichiara di voler cercare a tutti i costi l'assassino di sua sorella, Nanni la tramortisce con il manico del coltello che stava usando per cucinare; a quel punto, il cuoco la immobilizza ulteriormente con del nastro adesivo e la porta in un luogo segreto, insonorizzato in maniera tale che nessuno all'esterno possa udire eventuali urla. Contemporaneamente Liguori giunge nella casa in cui si nasconde Nanni, in quel momento assente, e scopre che questi in realtà sta usando una falsa identità. 
È il giorno dell'esame e Lucia, non vedendo arrivare l'amica fidata e non ricevendo alcuna risposta alle sue telefonate, scappa dal conservatorio, rinunciando a presentarsi all'audizione. Tornata a casa, il padre la umilia pesantemente e cerca di spaccare l'ennesima chitarra della figlia, fallendo miseramente il tentativo. Alla luce di quest'episodio, la bambina va via da casa.
Blanca, nel frattempo, si risveglia dopo il colpo ricevuto pur non capendo ancora dove si trova. Subito dopo giunge Nanni, che finalmente rivela la sua vera identità: si chiama Sebastiano Russo ed è proprio il fidanzato di sua sorella. Il suo vero scopo, infatti, era quello di tendere una trappola alla poliziotta che quindici anni prima, al processo che lo vedeva come principale imputato, l'aveva accusato in quanto aveva spiato la sorella dalla finestra della cabina della spiaggia nell’atto di volerselo togliere di dosso. Egli in realtà non era morto, bensì aveva rubato l'identità di un pescatore dell’imbarcazione su cui ha lavorato in Marocco poco dopo l'uscita dal carcere: il vero Nanni Busalla, che aveva a sua volta rubato i documenti a Sebastiano, era infatti sbarcato a terra ma lì è stato ucciso, poi buttato in mare e, una volta recuperato il corpo divenuto irriconoscibile, è stato trasportato in Italia e sepolto con le generalità di Sebastiano. Suo padre Carmine, tuttavia, aveva scoperto per caso, mentre pedinava i due ragazzi, che il figlio era vivo e vegeto e che aveva chiamato Blanca proprio per informarla, non trovandone però il coraggio. Tuttavia, il ragazzo confessa sinceramente di non essere lui l'assassino della fidanzata né del padre Carmine.
Sebastiano fugge pur continuando a spiarla dal suo telefono, salvo perdere subito il controllo delle telecamere a causa della tempesta abbattutasi su Genova, mentre Blanca si trova sola nella stanza del rapimento che inizia via via a inondarsi a causa del violento temporale all'esterno. A quel punto, spinto dai rimorsi, non gli resta che comunicare alla polizia in quale luogo è segregata Blanca, che nel frattempo ha rischiato di annegare, mentre egli si ripara in un luogo più sicuro.
Adesso i sospetti sono ricaduti su un altro indiziato segnato sulla mappa di Russo, ovvero Domenico Masi, il quale aveva già precedenti per abusi su minori. Liguori riesce a estorcere con la forza una confessione all'uomo, che li conduce a un tizio con un fuoristrada bianco.
Tramite alcuni flashback, Blanca riesce a risalire al proprietario di quell'automobile: è suo zio Alberto, magistrato della Procura di Genova. Quest'ultimo, presentatosi in commissariato per cercare la nipote, viene informato dagli stessi poliziotti sul luogo in cui Sebastiano si nasconde, un promontorio, ignari del fatto che sia la ragazza che Liguori stiano cercando proprio lui.
Repetto, munito di un revolver scarico e di una pistola carica per inscenare un caso di legittima difesa, individua Sebastiano, al quale spara ferendolo a una spalla. Questi riesce comunque a fuggire nel boschetto del promontorio, lasciandosi dietro involontariamente alcune tracce.
Uditi gli spari, Blanca accorre sul posto, pur senza la guida di Linneo per evitare che questa venga nuovamente ferita.
Arrivata in cima alla scogliera, alle sue spalle giunge lo zio, che in un primo momento le racconta il falso, salvo poi confessare la verità dopo aver intuito che non sarebbe mai riuscito a ingannare la nipote. Egli, infatti, si era innamorato in maniera ossessiva di Beatrice, la quale però l'aveva minacciato di dire tutto ai genitori; i due avevano avuto un'accesa e violenta discussione, in cui lui aveva prima tentato di strangolarla per poi scagliarla contro la parete della cabina. Così Alberto aveva appiccato l'incendio mentre all'interno vi era ancora la ragazza priva di sensi, per poi far ricadere tutte le colpe su Sebastiano che, in realtà, aveva abbandonato il luogo pochi minuti prima. Per via dell'importante posizione ricoperta, infatti, non poteva permettersi di finire in galera, altrimenti ne avrebbe risentito tutta la famiglia e anche la stessa Blanca.
Visibilmente ferito, sul posto giunge anche Sebastiano, sul quale Repetto si scaglia, ma da lontano un colpo d'arma da fuoco sparato da Liguori colpisce fatalmente al cuore il magistrato, facendolo precipitare dalla scogliera. Il resto della squadra, poco dopo, trae in arresto Sebastiano.
Finalmente per Blanca, libera da un peso che la opprimeva da quindici anni e che le ha lasciato conseguenze indelebili, è arrivato il momento di godersi un po' della tanto ricercata serenità, stavolta in compagnia di Lucia e della sua chitarra.
- Altri interpreti: Antonio Ornano (Gianni Ottonello), Filippo Dini (Carmine Russo), Mariangela Granelli (ex moglie di Carmine), Isabella Mottinelli (Beatrice Ferrando), Roberta Volponi (Blanca a 12 anni), Simone Fumagalli (Sebastiano Russo a 18 anni), Aldo Vinci (Domenico Masi).
- Ascolti: telespettatori 5 836 000 – share 27,90%[9].